# ヨーゼフ・マティアス・トレンクヴァルト
ヨーゼフ・マティアス・トレンクヴァルト（Josef Mathias Trenkwald、Joseph Matthias Trenkwaldとも、チェコ語表記 Josef Matyáš Trenkwald,1824年3月13日 - 1897年7月28日）はオーストリアの画家である。プラハの美術アカデミーやウィーン美術アカデミーの教授を務めた。

## 略歴
プラハで商人の息子に生まれた。1841年から1852年までプラハの美術アカデミーでクリスティアン・ルーベンに学び、1851年からはルーベンの助手として、同僚の学生のルホタ(Antonín Lhota）、スヴォボダ(Karel Svoboda)、ラウファー(Emil Lauffer)らとプラハ城の装飾画を描いた。
1853年に、ルーベンがウィーン美術アカデミーの校長に任じられてウィーンに移るとトレンクヴァルトもウィーンに移り修行を続けた。ウィーンではカール・ラールらに学んだ。1856年から1861年の間は奨学金を得てローマやイタリア各地を旅し、ウィーンに戻った。1865年にプラハの美術アカデミーの校長に任じられた。1872年1895年までウィーン美術アカデミーの歴史画の教授を務め、1884年から1886年の間は学部長であった。トレンクヴァルトが教えた学生にはミコラーシュ・アレシュ(1852-1913)、イジドール・カウフマン(1853-1921)、フィリップ・シューマッハー(Philipp Schumacher:1866-1940) 、アルフォンス・ジーバー(Alfons Siber:1860–1919) やコロマン・モーザー(1868-1918)らがいる。 
ボヘミアの歴史を題材にした絵画や肖像画を描いた。

## 作品

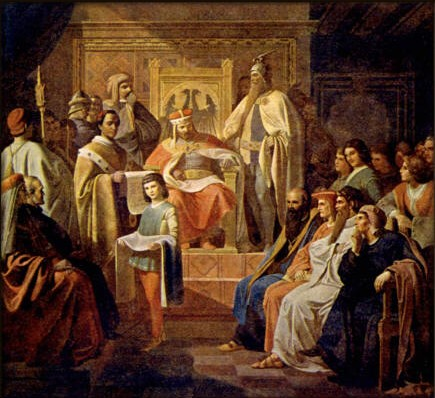
プラハ大学設立儀式のカール4世
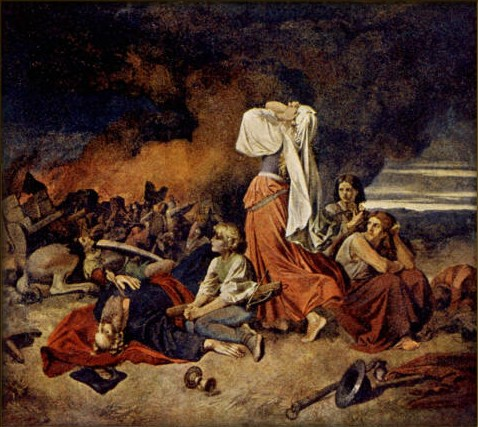
リパニの戦い(フス戦争)
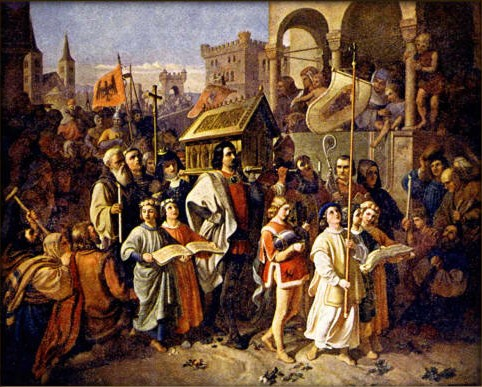
プラハのアダルベルトの遺品をプラハに移す人々